# Acanthurus nigrofuscus

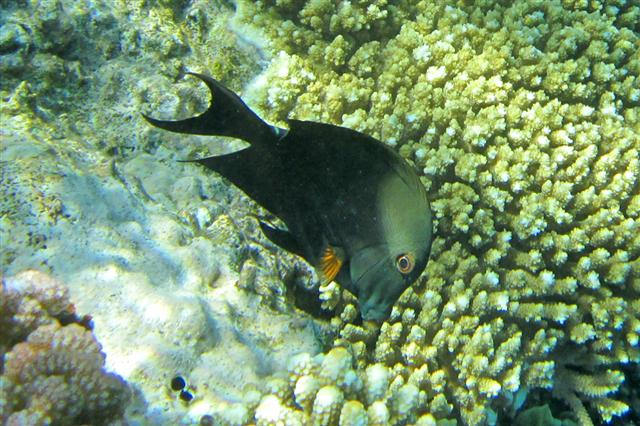
Acanthurus nigrofuscus en Acropora

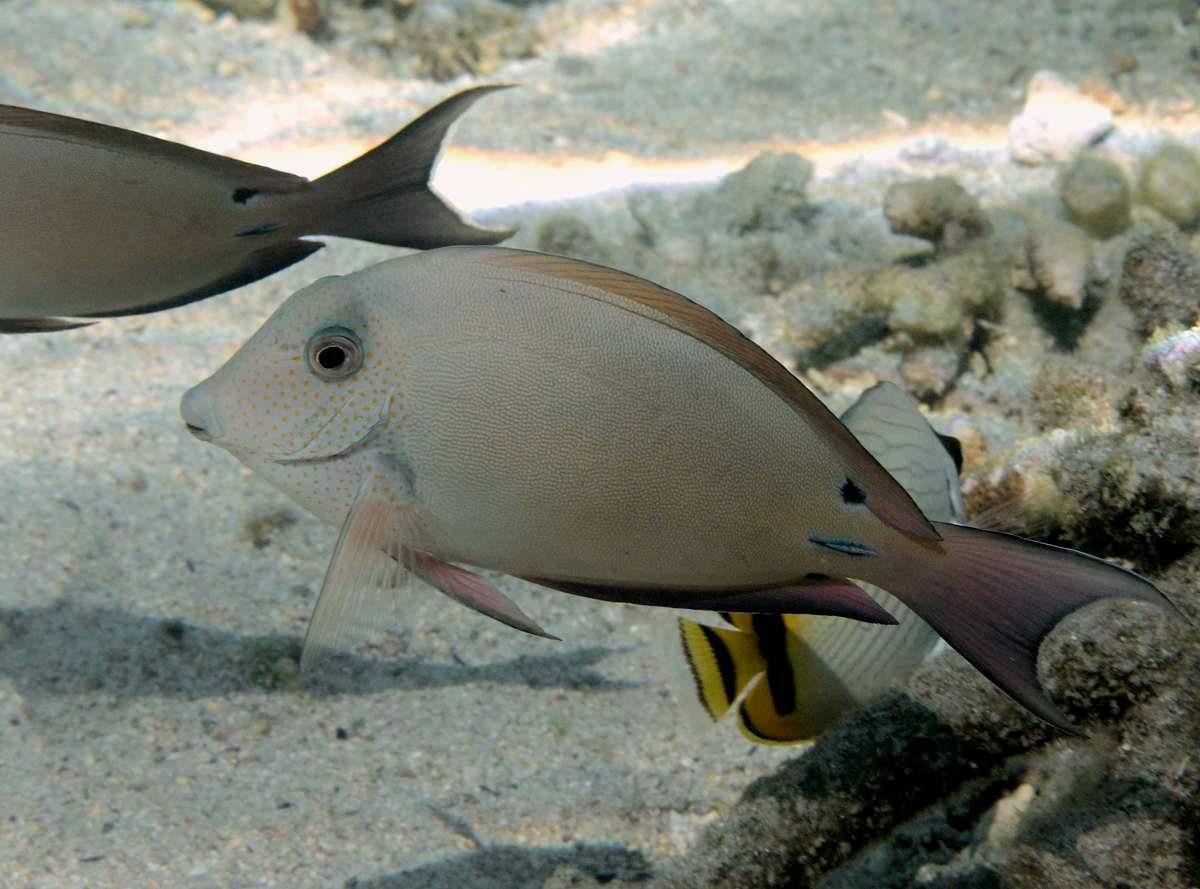
En la isla de Reunión

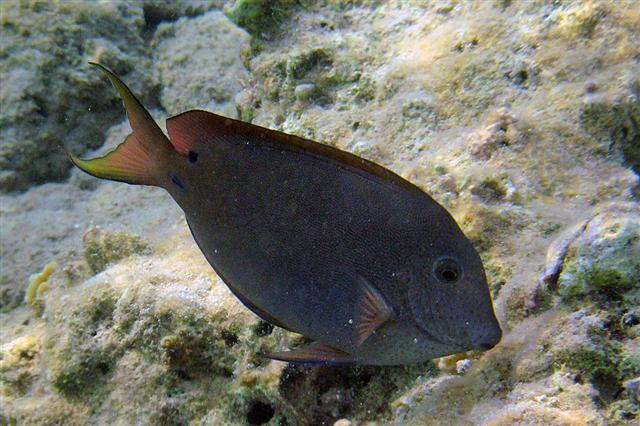
A. nigrofuscus en Egipto

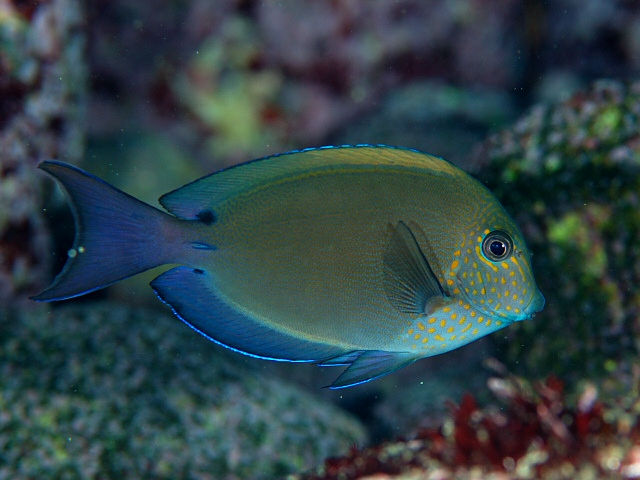

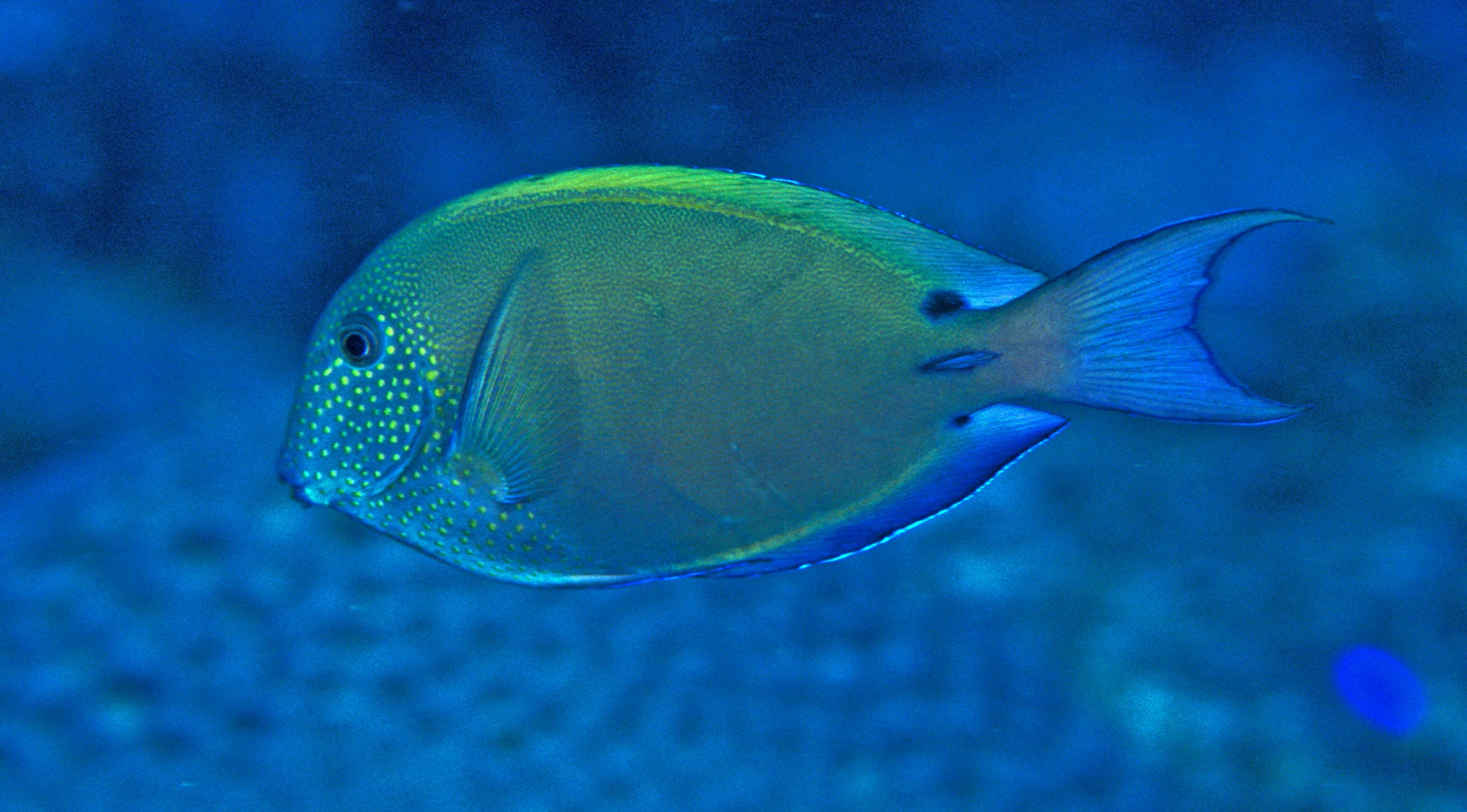
Ejemplar solitario, Australia

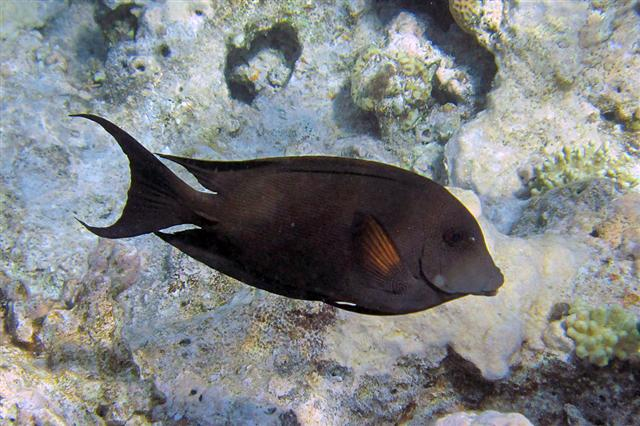

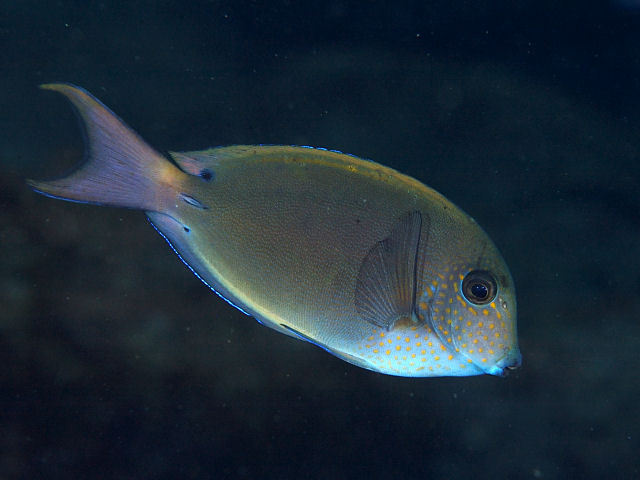

Acanthurus nigrofuscus es un pez cirujano, de la familia Acanthuridae.
Su nombre más común en inglés es Brown surgeonfish, o pez cirujano marrón. Es una especie ampliamente distribuida por el océano Indo-Pacífico, común y dominante en la mayor parte de su rango de distribución.

## Descripción
Posee la morfología típica de su familia, cuerpo comprimido lateralmente y ovalado. La boca es pequeña, protráctil y situada en la parte inferior de la cabeza. El hocico es grande. Tiene 9 espinas y 24 a 27 radios blandos dorsales; 3 espinas y entre 22 y 24 radios blandos anales; 16 o 17 radios pectorales; 20 a 24 branquiespinas anteriores y 18 a 23 branquiespinas posteriores. Un ejemplar de 55 mm tiene 10 dientes en la mandíbula superior y 12 en la inferior, con 148 mm de largo tiene 14 en la superior y 16 en la inferior.
Como todos los peces cirujano, de ahí les viene el nombre común, tiene 2 espinas extraíbles en el pedúnculo caudal, que las usan para defenderse o dominar. 

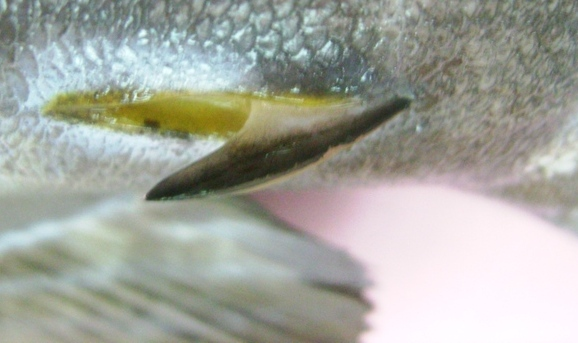
Espina del pedúnculo caudal
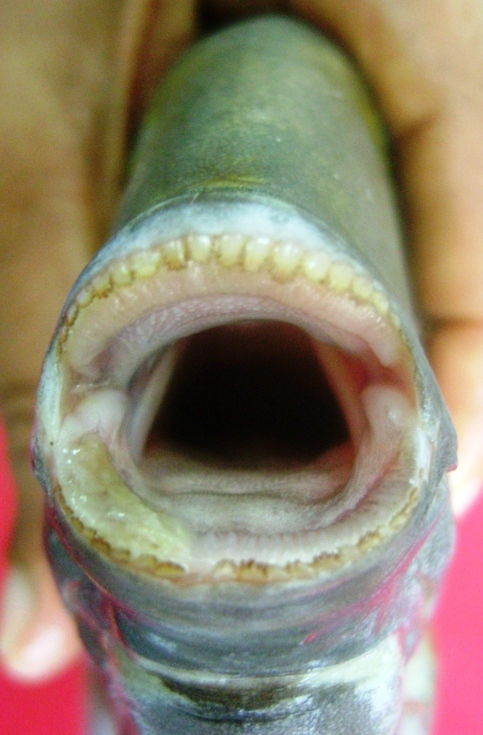
Detalle de dentadura herbívora de la especie emparentada Acanthurus xanthopterus

El color base del cuerpo es marrón-grisáceo, y está atravesado horizontalmente por finas líneas azules. La cabeza está moteada con pequeños puntos anaranjados. Las aletas caudal y anal tienen un tono azul violáceo, la dorsal es anaranjada. En las axilas de las aletas dorsal y anal tiene unas manchas distintivas negras. Las aletas pectorales son pálidas, con un estrecho margen exterior en negro; las pélvicas son marrones. Los labios son marrón-negruzco.
Es de las especies de pez cirujano más pequeñas, alcanza los 21 cm de largo. Su mayor longevidad reportada es de 16 años.

## Hábitat y distribución
Es una especie bentopelágica. Asociado a arrecifes, tanto en sustratos duros de lagunas superficiales, como en zonas de oleaje en la base de arrecifes expuestos hacia mar adentro, o en canales entre lagunas y el océano abierto. Los adultos forman pequeños grupos normalmente y los juveniles forman agregaciones mixtas con otras especies de cirujanos.
Su rango de profundidad es entre 0 y 25 m, más usual entre 2 y 25, aunque se registran entre 0.15 y 64 m de profundidad, y en un rango de temperatura entre 22.36 y 29.33 °C.
Se distribuye amplia y abundantemente por el océano Índico y el Pacífico. Es especie nativa de Arabia Saudí; Australia; Birmania; Brunéi Darussalam; Camboya; China; Cocos; Comoros; Islas Cook; Egipto; Eritrea; Filipinas; Fiyi; Guam; Hong Kong; India (Andaman Is., Nicobar Is.); Indonesia; Israel; Japón; isla Johnston; Jordania; Kenia; Kiribati; Macao; Madagascar; Malasia; Maldivas; Islas Marshall; isla Mauricio; Mayotte; Micronesia; Mozambique; Nauru; Isla Navidad; Nueva Caledonia; Niue; islas Marianas del Norte; isla Norfolk; Palaos; Papúa Nueva Guinea; Pitcairn; Polinesia; isla Reunión; isla Rodrigues; Samoa; Seychelles; Singapur; Islas Salomón; Somalia; Isla Spratly; Sudáfrica; Sri Lanka; Taiwán; Tanzania; Tailandia; Timor-Leste; Tokelau; Tonga; Tuvalu; Vanuatu; Vietnam; isla Wake; Wallis y Futuna; Yemen y Yibuti.

## Alimentación
Está clasificado como un "pastoreador". Se alimenta principalmente de algas filamentosas, de los géneros y especies Cladophora, Enteromorpha, Gelidium, Lyngbya, Polysiphonia, Ulva, Centroceras clavulatum y Ceramium deslongchampsii.
Utiliza la estrategia trófica de formar grandes "escuelas", para romper las defensas de territorios de otras especies de herbívoros.

## Reproducción
No presentan dimorfismo sexual aparente. Son ovíparos y de fertilización externa. No cuidan a sus crías. Forman agregaciones para desovar. Se han observado agregaciones de varios cientos de individuos. Los adultos migran diariamente, al atardecer, de las zonas superficiales de alimentación a otras áreas específicas de desove, situadas en las partes más externas del arrecife, hacia mar adentro.
Los huevos son pelágicos, de 1 mm de diámetro, y contienen una gotita de aceite para facilitar la flotación. En 24 horas, los huevos eclosionan larvas pelágicas translúcidas, llamadas Acronurus. Son plateadas, comprimidas lateralmente, con la cabeza en forma de triángulo, grandes ojos y prominentes aletas pectorales. Cuando alcanzan 43 mm de largo, se produce la metamorfosis del estado larval al juvenil. Al hacerlo, mutan su color plateado a la coloración juvenil, y las formas de su perfil se redondean.

## Cautividad
Es una especie fácil de mantener en cautividad, no agresiva con otros peces, salvo los de su género. Es buen nadador y requiere, por lo tanto, un acuario espacioso.
La iluminación deberá ser necesariamente intensa para que pueda desarrollarse la colonia de algas suficiente de la que se alimenta. Además requiere mantener un buen número de roca viva entre la decoración del acuario con suficientes escondrijos.
Al igual que el resto de especies de cirujanos, son muy sensibles a determinadas enfermedades relacionadas con la piel. Es recomendable la utilización de esterilizadores ultravioleta para la eliminación de las plagas patógenas. Debe contar con movimiento de agua moderado a fuerte.
Aunque es herbívoro, acepta tanto artemia y mysis congelados, como alimentos disecados. No obstante, una adecuada alimentación debe garantizar el aporte diario de vegetales, sean naturales o liofilizados, alga nori, espirulina, etc.